# علی‌آباد پشته
علی‌آباد پشته، روستایی در دهستان خانمیرزا بخش مرکزی شهرستان خانمیرزا در استان چهارمحال و بختیاری ایران است.

## جمعیت
بر پایه سرشماری عمومی نفوس و مسکن در سال ۱۳۹۵، جمعیت این روستا برابر با ۲۲۵ نفر (۶۷ خانوار) بوده‌است.